# Maksim Tank
Maksim Tank, bělorusky Максiм Танк, vlastním jménem Jauhěn Ivanovič Skurko (17. září 1912 – 7. srpen 1995) byl běloruský básník a politik. Od roku 1966 byl předsedou Svazu běloruských spisovatelů, od roku 1969 pak poslancem Nejvyššího sovětu Sovětského svazu. V roce 1972 se stal akademikem Akademie věd Běloruska. Na počátku své kariéry psal tzv. angažovanou poezii, později se uchýlil k velmi intimní lyrice na straně jedné a humoristické poezii na straně druhé. Česky vyšel výbor z jeho díla pod názvem Korespondence se Zemí. K jeho nejznámějším sbírkám patří Narač, Januk Sjaliba, Slěd bliskavicy (Stopa blesku), Hlytok vady (Doušek vody), Ave Maria.